# Armadilloniscus albus
Armadilloniscus albus là một loài chân đều trong họ Detonidae. Loài này được Nunomura miêu tả khoa học năm 1984.